# Мидлтон (Массачусетс)
Мидлтон (англ. Middleton) — город в округе Эссекс штата Массачусетс в США. Статус города присвоен в 1728 году, население в 2010 году 8987 человек.

## География
Мидлтон, занимающий площадь около 14 квадратных миль (37,3 км²), расположен в округе Эссекс штата Массачусетс примерно в 37 км от Бостона. На востоке город граничит с Данверсом, на севере с Топсфилдом, Боксфордом и Норт-Андовером, на западе с Норт-Редингом и на юге с Пибоди.
Мидлтон соединяет с расположенным к северо-западу от него Лоренсом шоссе № 114. К востоку от города проходит межштатная автомагистраль I-95. Через Мидлтон протекает река Ипсуич.

## История
Своё название Мидлтон получил благодаря тому, что находился на середине (англ. middle) пути между двумя важными населёнными пунктами своего времени — Андовером и Сейлемом. До получения этого названия местность была известна как Холм Уилла (англ. Will's Hill) — по имени одинокого индейца, жившего на холме над озером, впоследствии получившим название Мидлтон-понд. Европейские поселенцы начали появляться в этих местах в 50-е годы XVII века; в 1653 году на ручье, вытекающем из озера, была поставлена водяная мельница.
В конце века Мидлтон, как многие населённые пункты Новой Англии, стал местом охоты на ведьм. Один из местных жителей был повешен как колдун, под суд попала и целая семья, в итоге оправданная.
Дорога в церковь как в Андовере, так и в Сейлеме была для местных жителей тяжёлым испытанием, и в 1728 году было получено разрешение властей на создание нового прихода. Первое заседание городского совета Мидлтона состоялось в июле того же года, а уже в следующем году начала работу городская церковь. Вскоре в городе открылась первая школа; Мидлтон стал также одним из первых городов Массачусетса, где действовала публичная библиотека — её открытие состоялось в 1772 году. Хотя Мидлтон так и не вырос в крупный город, он долгое время оставался важным пунктом на пути между Сейлемом и Лоренсом; через него проходили две железнодорожных ветки, троллейбусный и автобусный маршруты.

## Население и администрация

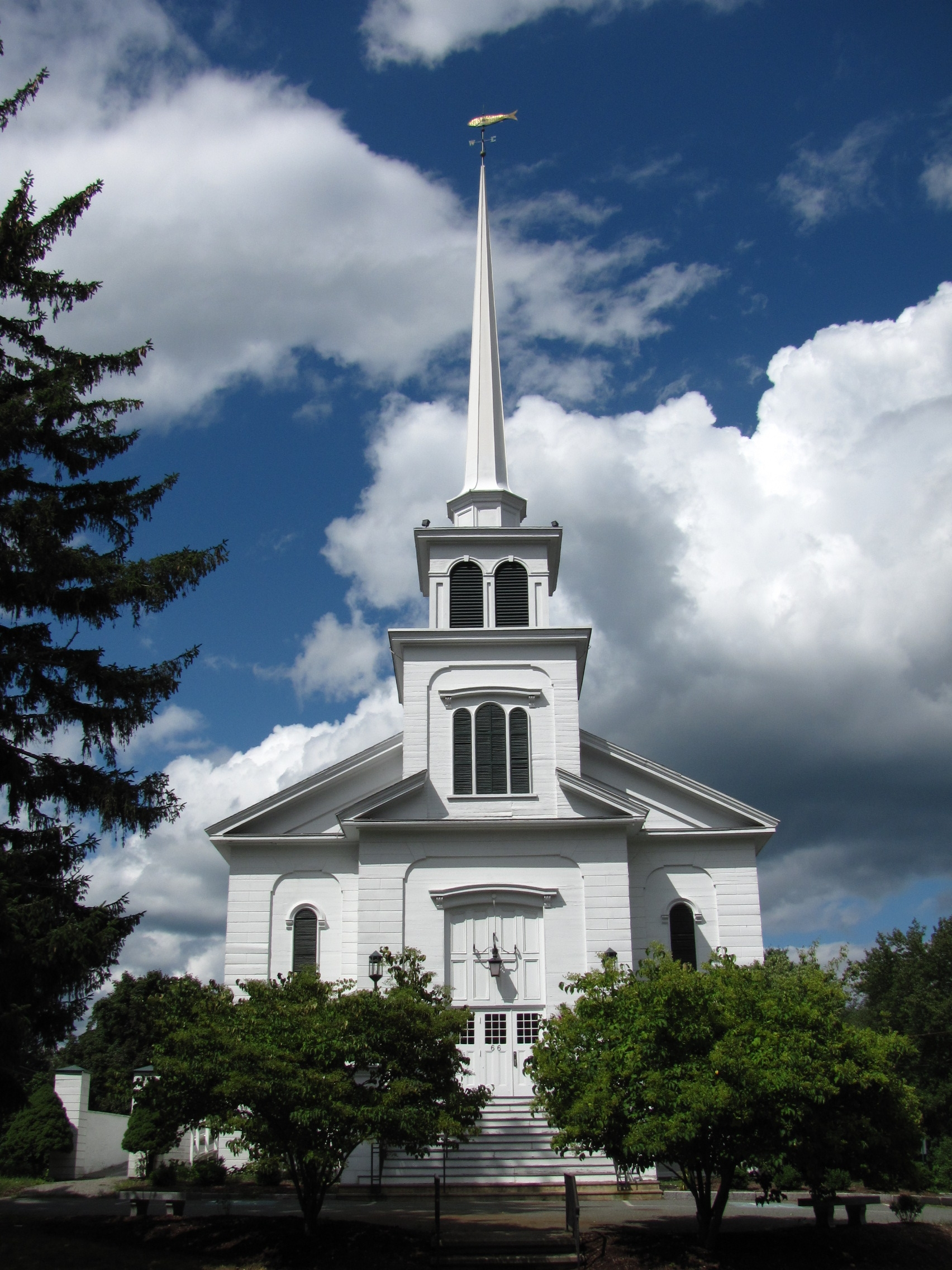
Конгрегационная церковь Мидлтона

Согласно переписи населения 2010 года, в Мидлтоне проживали 8987 человек. 56 % населения составляли мужчины. Медианный возраст населения — 41,5 года (38,8 года среди мужчин, 44,5 года среди женщин). Дети в возрасте до 16 лет составляли 18,4 % населения, жители пенсионного возраста (65 лет и старше) — 13,4 %.
Почти 90 % населения Мидлтона в 2010 году составляли белые. По 2,3 % населения составляли афроамериканцы и азиаты, 0,5 % — представители коренных народов Северной Америки. 91,7 % жителей имели американское гражданство с рождения (уроженцы США, Пуэрто-Рико и заокеанских территорий либо дети родителей-американцев); из 736 иммигрантов около 70 % были натурализованными американскими гражданами. С точки зрения этнических корней самыми крупными были итальянская и ирландская общины (соответственно 27,7 % и 26,7 % населения), этнические русские составляли 2,7 % населения.
Около 10 % жителей Мидлтона в возрасте 25 лет и старше имели незаконченное и ещё 33 % — законченное среднее образование. 35,5 % имели законченное университетское образование (бакалавриат и выше). Из жителей в возрасте 16 лет и старше чуть больше 55 % представляли трудоспособное население, около 51 % были трудоустроены. Уровень безработицы составлял 8,1 %. 41,5 % от трудоустроенного населения был занят в сфере управления, бизнесе, науке и искусстве, ещё 35,1 % — в торговле и на офисной работе. 11,3 % были заняты в сфере обслуживания и около 12 % — в производстве, строительстве и сфере перевозок. Средний доход на семью в 2010 году составлял 124,5 тысяч долларов (медианный — 100,3 тысячи, на душу населения — 36,2 тысячи).
Городское самоуправление осуществляет открытый городской совет, в промежутках между собраниями которого эта функция возложена на избираемый населением совет представителей в составе пяти человек. Совет назначает городского администратора — главу исполнительной власти города. В обязанности городского администратора входит подготовка бюджета, контроль за повседневной деятельностью городских служб и представительские функции на федеральном, региональном и муниципальном уровне.

## Туризм
Мидлтон, как многие города вокруг него, представляет собой удобное место для летнего отдыха. Его привлекательность обусловлена протекающей через него рекой, многочисленными озёрами и прудами, лугами и рощами. После того, как были проложены удобные дороги и налажено транспортное сообщение, Мидлтон стал популярным местом отдыха для жителей крупных городов — Бостона, Сейлема и Линна.
Туристам и отдыхающим в Мидлтоне сдаются комнаты, действуют многочисленные небольшие гостиницы. Рядом с Мидлтоном расположен ряд природных достопримечательностей, включая заповедник реки Ипсуич (площадь свыше 2000 акров, включая 12 миль маршрутов для пешего туризма), государственный парк им. Брэдли Палмера (бывшее частное владение площадью 721 акр, известное своими рододендронами) и лес Гарольда Паркера (площадь 3000 акров, преобладают лиственные деревья, тсуга и веймутова сосна). Одна из туристических аттракций — Большой дуб, растущий в этой местности более 400 лет, который, таким образом, был свидетелем появления первых европейских поселенцев на территории современного Мидлтона.